# Грін Тауншип (Нью-Джерсі)
Грін Тауншип (англ. Green Township) — селище (англ. township) в США, в окрузі Сассекс штату Нью-Джерсі. Населення — 3627 осіб (2020).

## Демографія
Згідно з переписом 2010 року, у селищі мешкала 3601 особа в 1181 домогосподарстві у складі 997 родин. Було 1251 помешкання
Расовий склад населення:
| - 94,8 % — білих - 1,7 % — азіатів - 1,2 % — чорних або афроамериканців |

До двох чи більше рас належало 1,4 %. Частка іспаномовних становила 4,8 % від усіх жителів.
За віковим діапазоном населення розподілялося таким чином: 28,4 % — особи молодші 18 років, 60,8 % — особи у віці 18—64 років, 10,8 % — особи у віці 65 років та старші. Медіана віку мешканця становила 41,9 року. На 100 осіб жіночої статі у селищі припадало 100,7 чоловіків;  на 100 жінок у віці від 18 років та старших — 98,9 чоловіків також старших 18 років.
Середній дохід на одне домашнє господарство  становив 134 305 доларів США (медіана — 119 286), а середній дохід на одну сім'ю — 143 913 долари (медіана — 126 528). Медіана доходів становила 99 205 доларів для чоловіків та 58 214 долари для жінок. За межею бідності перебувало 2,0 % осіб, у тому числі 0,7 % дітей у віці до 18 років та 0,9 % осіб у віці 65 років та старших.
Цивільне працевлаштоване населення становило 1730 осіб. Основні галузі зайнятості: освіта, охорона здоров'я та соціальна допомога — 22,4 %, виробництво — 15,8 %, науковці, спеціалісти, менеджери — 11,1 %, фінанси, страхування та нерухомість — 8,7 %.